# Toni Schneider-Manzell

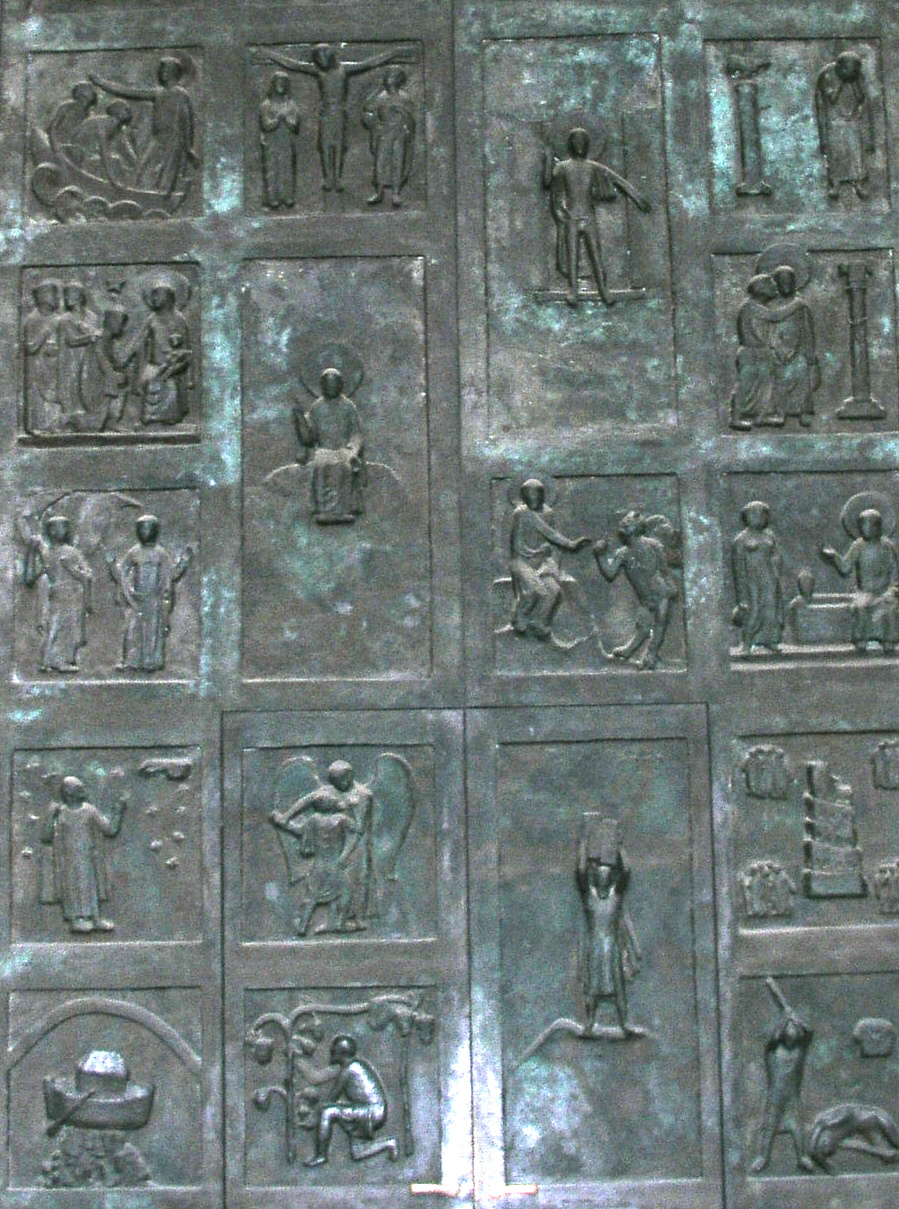
Speyerer Dom, Hauptportal (Detail)

Toni Schneider-Manzell (* 22. Februar 1911 in Manzell bei Friedrichshafen; † 7. November 1996 in Rosenheim, Oberbayern) war ein deutsch-österreichischer Bildhauer.

## Biographie
Toni Schneider, der später den Namen seines Geburtsortes seinem Personennamen beifügte, besuchte die Münchner Akademie und arbeitete daran anschließend in Ascona im schweizerischen Tessin. 1944 übersiedelte er nach Österreich, vorerst nach Weitwörth bei Salzburg und 1955 nach Salzburg selbst. Dort schuf er unter anderem das Tor (des Glaubens), die Kanzel und den Deckel des Taufbeckens des Salzburger Doms. Er zählte zum Bekanntenkreis des Regisseurs Hans Conrad Fischer und dessen Tochter Nela, einer früh verstorbenen Malerin, mit der er, vor allem nach ihrer Erkrankung, in Salzburg regen künstlerischen Austausch pflegte.
Schneider-Manzell war bekannt für die Kultivierung antiker Statuarik, einer sensiblen Oberflächenbearbeitung von Bronze, zu Ausdrucksqualitäten des Verhaltenen, Verinnerlichten, Träumerischen und Demutsvollen. Vor allem in seinen malerisch bis zur Skizzenhaftigkeit behandelten Reliefs, Kleinplastiken und Porträtköpfen kommt dies zum Tragen. Derselbe noble Umgang mit Traditionen, der neben altehrwürdigen Werken der Vergangenheit bestehen kann, prädestinierte Schneider-Manzell zum führenden Sakralplastiker im deutschsprachigen Raum. Zu seinen bekanntesten Werken zählen die Domtüren und der Kreuzweg in Essen (1978–1980) und Speyer (1967–1971), die Denkmäler für Julius Raab in Wien (1967), Kardinal Galen in Münster (1978) und Graf Zeppelin (1985) sowie der Traklbrunnen (1957) und die „Vinzentinerin“ (1986) in Salzburg.

## Auszeichnungen
- 1958: Großer Österreichischer Staatspreis für Bildende Kunst
- 1960: Oberschwäbischer Kunstpreis
- 1976: Großes Bundesverdienstkreuz
- 1981: Verdienstmedaille des Landes Baden-Württemberg

## Werke (Auswahl)

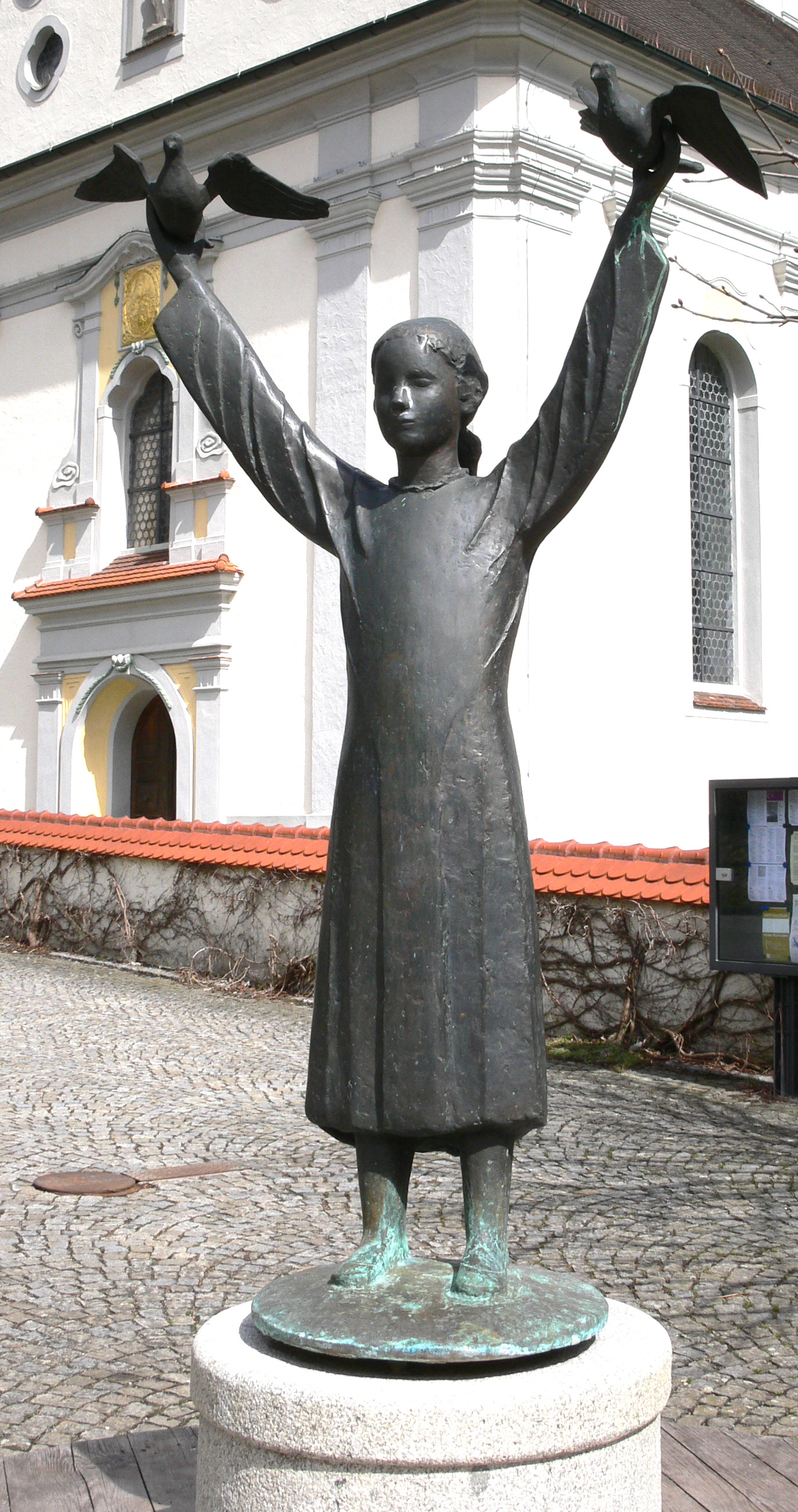
Brunnenfigur in Otterswang

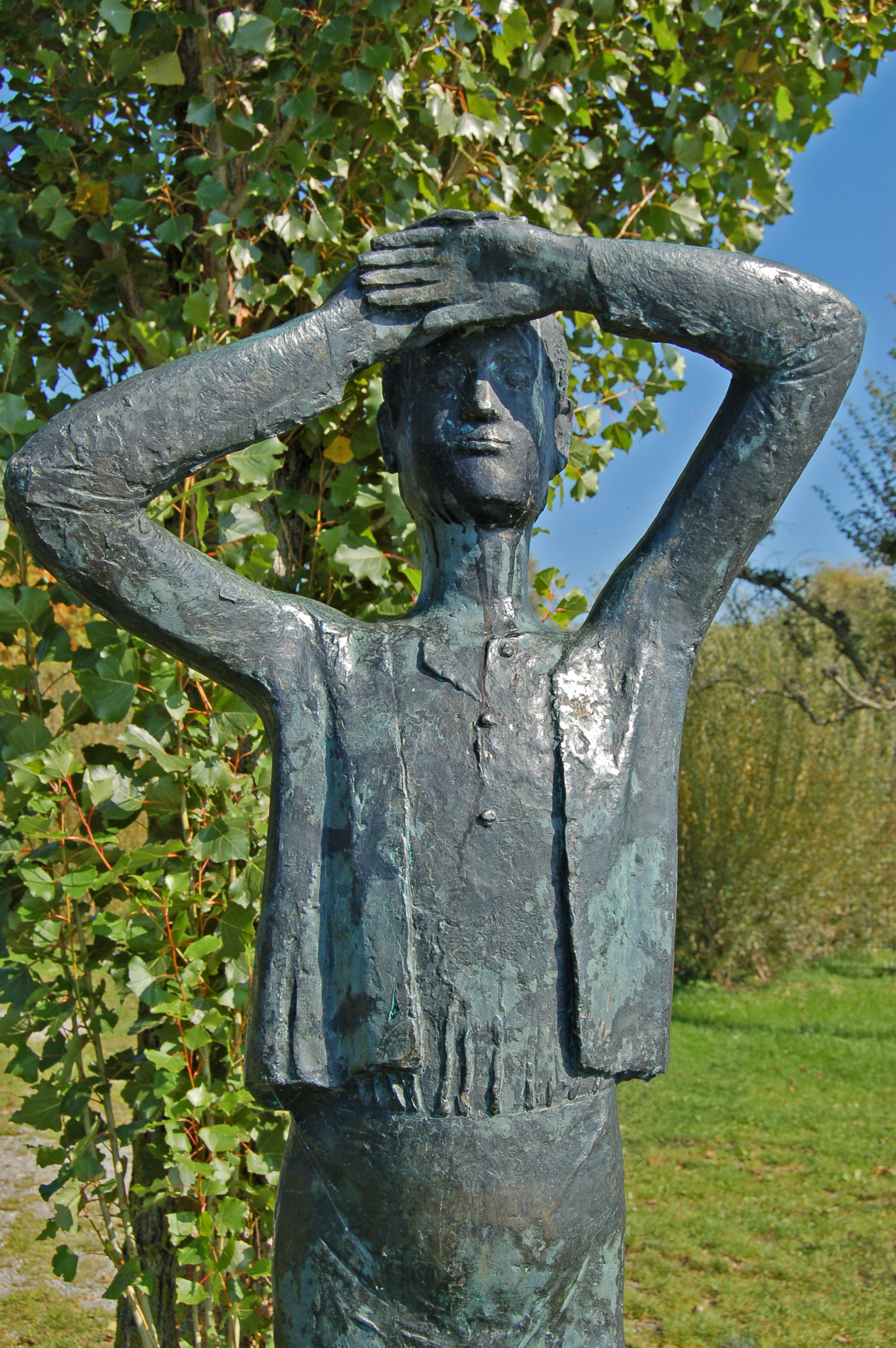
Statue „Der liebe Augustin“ in Wasserburg am Bodensee

- Portal („Tor des Glaubens“) und Kanzel im Salzburger Dom
- Kreuzweg in Bronzeguss und Flachreliefs auf den Amben in der Pfarrkirche Liesing in Wien
- Trakl-Brunnen im Hof des zentralen Rektorats- und Verwaltungsgebäudes der Universität Salzburg, Kapitelgasse 4–6, 1957
- 5 Bronzetore des Großen Festspielhauses in Salzburg (Eingänge von der Hofstallgasse her)
- Julius Raab-Denkmal im Volksgarten Wien, 1967
- auf der Kulturpromenade in Strobl
- Mutter-Mozart-Brunnen in St. Gilgen
- Steinstatue des Hl. Wolfgang beim Aufgang zur Kirche und das Steingussrelief beim Kriegerdenkmal in Fusch an der Glocknerstraße
- Zeppelin-Denkmal (13 Meter hoch) in Friedrichshafen, 1985
- Sakramentssäule mit Bronzetabernakel, Reliefs des hl. Leonhard (Eingang, Türgriffe) in der Wallfahrtskirche St. Leonhard bei Salzburg
- Kreuzweg in der St.-Thaddäus-Kirche in Augsburg 1965–1966
- Bronze-Hauptportal des Speyerer Doms
- Kreuzsäule und Osterleuchter der St.-Jakobus-Kirche in Mannheim-Neckarau, 1976/1986
- Bronze-Portale des Essener Münsters, 1978–1979
- Kreuzwegsfries im Essener Münster 1976–1977
- Dorfbrunnen, Bad Schussenried-Otterswang
- Holzplastik „DAPHNE“ entstanden 1975 (in Wien im Privatbesitz)
- Bronzefigur „Lieber Augustin“ 1974 (Gustl Sumser) in Wasserburg (Bodensee)